# بند نیم‌ور
بند نیم‌ور از جاذبه‌های دیدنی شهر نیم‌ور است که احداث آن منسوب به عهد ساسانیان است. این اثر در تاریخ ۵ بهمن ۱۳۷۸ با شمارهٔ ثبت ۲۵۵۷ به‌عنوان یکی از آثار ملی ایران به ثبت رسیده است.

## مشخصات
طول این بنا تقریباً ۱۰۰ متر و عرض آن ۹ متر است. مصالح اصلی به کار رفته در بنا سنگ و ساروج است.

## جغرافیا
بر روی رودخانه قم‌رود که در شمال منطقه نیم‌ور جاری است، سدی زده شده که کارکرد تأسیسات آبی آن بسیار شگفت‌آور است. مردم این منطقه با استفاده از این تأسیسات آبی به آبیاری زمین‌های کشاورزی و همچنین مصارف خانگی می‌پرداختند.

## چاگور
در قسمتی از بند، دهانه‌ای به نام چاگور وجود دارد که آب در آن به سرعت می‌چرخد و پایین می‌رود. بنا بر افسانه‌ای داخل چاگور، چرخی به نام چرخ الماس کار گذاشته‌است که هرچه از دهانه چاگور پایین برود، از آن طرف خرد و متلاشی بیرون می‌آید.
مردم این منطقه دلیل ساخت چاگور را تضمینی برای این می‌دانند که هیچ‌چیز نتواند جلوی جریان آب را در کانال سد کند.

## یادکرد
1. ↑  روزنامه آفتاب یزد بایگانی‌شده  در ۱۱ ژانویه ۲۰۱۲ توسط Wayback Machine - جاذبه‌های طبیعی استان مرکزی، شماره ۲۵۰۶، تاریخ انتشار ۴-۹-۱۳۸۶
2. ↑  «دانشنامهٔ تاریخ معماری و شهرسازی ایران‌شهر». وزارت راه و شهرسازی. بایگانی‌شده از روی نسخه اصلی در ۶ اکتبر ۲۰۱۹. دریافت‌شده در ۱۰ اکتبر ۲۰۱۹.
3. ↑  «جاذبه‌های طبیعی استان مرکزی». بایگانی‌شده از اصلی در ۲۲ ژوئیه ۲۰۱۲. دریافت‌شده در ۲ آوریل ۲۰۰۹.
4. ↑  نیمه‌ور: هزاران سال آب و آتش بایگانی‌شده  در ۳۱ اکتبر ۲۰۰۷ توسط Wayback Machine - همشهری آنلاین